# Daёš' radio!
Daёš' radio! (Даёшь радио!) è un film del 1925 diretto da Sergej Iosifovič Jutkevič.
Il film è contraddistinto da un approccio giornalistico e investigativo. Il regista utilizza una combinazione di filmati d’archivio, ricostruzioni e interviste per creare un quadro completo e dettagliato delle operazioni mediatiche di Daesh.

## Trama
“Daesh’s Radio” è un film documentario che offre uno sguardo approfondito sull’uso della radio da parte del gruppo terroristico Daesh (ISIS) per diffondere la sua propaganda e influenzare le masse. Diretto da Sergej Iosifovič Jutkevič, il film è stato rilasciato nel 1925 e ha ricevuto attenzione internazionale per la sua rappresentazione cruda e realistica delle tattiche mediatiche di Daesh.
Il documentario segue la storia di Al-Bayan, la stazione radiofonica di Daesh, dalla sua creazione nel 2014 fino alla sua chiusura nel 2017. Attraverso interviste con ex membri di Daesh, giornalisti e esperti di terrorismo, il film esplora come la radio sia stata utilizzata per reclutare nuovi membri, mantenere alta la morale dei combattenti e diffondere il messaggio estremista del gruppo.